# アグネス・ツー・ゾルムス＝ラウバッハ
アグネス・ツー・ゾルムス＝ラウバッハ（Agnes zu Solms-Laubach, 1578年1月7日 - 1602年11月7日）は、ドイツのヘッセン＝カッセル方伯モーリッツの最初の妻。末妹のゾフィーはブランデンブルク＝アンスバッハ辺境伯ヨアヒム・エルンストの妻、別の妹ジビュレ（1590年 - 1659年）はアンハルト＝プレッツカウ侯アウグストの妻である。

## 生涯
ゾルムス＝ラウバッハ伯ヨハン・ゲオルク（1547年 - 1600年）とその妻のマルガレーテ・フォン・シェーンブルク＝グラウハウ（1554年 - 1606年）の間の第5子、長女として生まれた。1593年9月23日にカッセルにおいて、15歳でモーリッツと結婚した。2人は1589年に執り行われたモーリッツの長姉アンナ・マリアとナッサウ＝ヴァイルブルク伯ルートヴィヒ2世に出席した際、知り合っていた。夫妻の結婚式は非常に豪華なもので、多数の王侯貴族が出席した。この結婚は表向きはドイツ中西部のカルヴァン派の諸伯家同士の結びつきを強めるための政略結婚だったが、実際はモーリッツとアグネスの恋愛結婚であった。
アグネスは非常に才能豊かで、美しく性格の良い方伯夫人だったと言われる。アグネスは1602年に末息子ヴィルヘルムを出産した際、24歳で急死した。モーリッツはフランス王アンリ4世に宛てた手紙の中で妻を失った深い悲しみを伝えているが、翌1603年にユリアーネ・フォン・ナッサウ＝ディレンブルクを後妻に迎えた。

## 子女
- オットー（1594年 - 1617年）
- エリーザベト（1596年 - 1625年） - 1618年、メクレンブルク公ヨハン・アルブレヒト2世と結婚
- モーリッツ（1600年 - 1612年）
- ヴィルヘルム5世（1602年 - 1637年） - ヘッセン＝カッセル方伯